# Irreemplazable
Irreemplazable is een Spaanstalige ep van de Amerikaanse R&B zangeres Beyoncé. Het is uitgebracht op 28 augustus 2007 in Amerika. Tegelijkertijd werd er een cd/dvd-combinatie uitgebracht die exclusief werd verkocht via Walmart. De dvd beschikt over een kijkje achter de schermen getiteld: La Evolucion Latina de Beyoncé (The Latin Evolution of Beyoncé) en de muziekclip van Get Me Bodied (Timbaland remix) met Voltio.

## Ep
- "Amor Gitano" (featuring Alejandro Fernández) – 3:48
- "Oye" ("Listen" Spanish Version) – 3:41
- "Irreemplazable" ("Irreplaceable" Spanish version) – 3:48
- "Bello Embustero" ("Beautiful Liar" Spanish Version) – 3:20
- "Beautiful Liar" (Remix featuring Shakira) – 3:01
- "Beautiful Liar" (Spanglish Version featuring Sasha a.k.a. Beyoncé) – 3:21
- "Irreemplazable" (Nortena Remix) – 3:51
- "Get Me Bodied" (Timbaland Remix featuring Voltio) – 6:14

## Dvd
- Behind The Scenes Footage
- "Beyoncé en Español"
- "La Evolución Latina de Beyoncé" (Beyoncé's Latin Evolution)
- Muziekvideo: "Get Me Bodied" (Timbaland Remix) featuring Voltio

## Lijst
| Lijst (2007) | Piek | Verkocht |
| ------------ | ---- | -------- |
| US Billboard | 105  | 11.702   |